# Sharon Hunt
Sharon Ann Hunt (Bury St Edmunds, 11 de octubre de 1977) es una jinete británica que compitió en la modalidad de concurso completo.
Participó en los Juegos Olímpicos de Pekín 2008, obteniendo una medalla de bronce en la prueba por equipos (junto con Katherine Dick, William Fox-Pitt, Kristina Cook y Mary King).

## Palmarés internacional
| Juegos Olímpicos | Juegos Olímpicos  | Juegos Olímpicos  | Juegos Olímpicos |
| Año              | Lugar             | Medalla           | Categoría        |
| ---------------- | ----------------- | ----------------- | ---------------- |
| 2008             | Hong Kong (China) | Medalla de bronce | Por equipos      |